# Incontri internazionali di rugby a 15 di fine anno 1988
Nel rugby a 15 è tradizione che a fine anno (ottobre-dicembre) si disputino una serie di incontri internazionali che gli europei chiamano "Autumn International" e gli appassionati dell'emisfero sud "Springtime tour". In particolare le nazionali dell'emisfero Sud, a fine della loro stagione si recano in tour in Europa.

## I Tour
- La selezione della Università di Oxford si reca in Giappone dove affronta anche la locale nazionale:

| Tokyo 1º ottobre 1988 | Giappone | 12 – 23 | Università di Oxford | (Chichibu) |

- Le Samoa si recano in Gran Bretagna dove subiscono pesanti sconfitte da Galles e Irlanda

| Dublino 29 ottobre 1988 | Irlanda | 49 – 22 | Samoa | (Lansdowne Road) |

| Cardiff 12 novembre 1988 | Galles | 24 – 6 | Samoa | (Arms Park) |

- L'Argentina si reca in Europa dove subisce due sconfitte con la Francia

| Arbitro: | Sandy McNeil |

|                                                                           |           |                |
| mete: Blanco 2, Cecillon Lagisquet, Rodriguez trasf.: Berot 3 c.p.: Berot | Marcatori | c.p.: Turnes 3 |

| Arbitro: | Sandy MacNeil |

|                                                                         |           |                             |
| mete: Sanz, Cecillon Andrieu, Sella trasf.: de Berot 3 c.p.: de Berot 2 | Marcatori | c.p.: Turnes 5 Drop: Madero |

- L'Australia viene in Europa a fine anno: una sconfitta con l'Inghilterra e due vittorie facili con Scozia e Italia il bilancio di questo

tour.
| Londra 5 novembre 1988 | Inghilterra | 28 – 19 | Australia | (Twickenham) |

| Edimburgo 19 novembre 1988 | Scozia | 13 – 32 | Australia | (Murrayfield) |

| Roma 3 dicembre 1988 | Italia | 6 – 55 | Australia | (Stadio Flaminio) |

- I New Zealand Māori visitano l'Europa ed Argentina.

| Siviglia 5 novembre 1988 | Spagna | 12 – 22 | New Zealand Māori |  |

## Altri test
L'incontro più importante è quello tra Galles e Romania, con i Romeni che centrano un successo storico. Il culmine della loro storia:
| Cardiff 10 dicembre 1988 | Galles | 9 – 15 | Romania | (Arms Park) |

| Sochacewz 25 settembre 1988 | Polonia | 13 – 32 | Italia B |  |

| Bruxelles 4 ottobre 1988 | Belgio B | 9 – 16 | Taiwan |  |

| Malmö 5 novembre 1988 | Svezia | 3 – 28 | Galles (Distretti) |  |

| Bridgend 25 novembre 1988 | Galles (Distretti) | 16 – 3 | Belgio |  |

| Sofia 1988 | Bulgaria | 3 – 0 | Germania Est |  |